# باشگاه فوتبال ارس-نخجوان
باشگاه فوتبال آراز -نخجوان (ترکی آذربایجانی: Araz-Naxçıvan Peşəkar Futbol Klubu) یک باشگاه فوتبال در شهر نخجوان و در کشور جمهوری آذربایجان است.

## تاریخچه
این باشگاه در سال 1967 ایجاد شد و از سال 1968 در لیگ اول شوروی شرکت کرد .  این باشگاه پس از فروپاشی اتحاد جماهیر شوروی فعالیت خود را متوقف کرد .  در سال 2001، این تیم دوباره تشکیل شد و در لیگ برتر آذربایجان شرکت کرد .  اما سال بعد، به دلیل مشکلات مالی، تیم دوباره وجود نداشت. 
این باشگاه در 23 می 2013 مجدداً تأسیس شد و بلافاصله به لیگ دسته اول آذربایجان پیوست .  آراز در اولین فصل خود سیمورق را از جام آذربایجان خارج کرد . در می 2014، این باشگاه پس از قهرمانی در لیگ برتر آذربایجان در همان فصل، به لیگ برتر آذربایجان صعود کرد . در سپتامبر 2014، آراز با یک رسوایی تبانی مرتبط شد که در نتیجه آن بازیکنان کلیدی باشگاه را ترک کردند و مقامات دولتی جمهوری خودمختار نخجوان مداخله کردند. 
در 3 نوامبر 2014، آراز ناکچیوان اعلام کرد که از لیگ به دلیل تصمیمات مغرضانه ثابت داوران،  با اعلام رسمی انصراف خود در 17 نوامبر 2014.  این باشگاه در لیگ دسته اول آذربایجان به رقابت پرداخت. آراز نخجوان در سال 2023 قهرمان لیگ دسته اول آذربایجان شد و به لیگ برتر 2023-2024 آذربایجان صعود کرد.